# Brachymeria erythraea
Brachymeria erythraea är en stekelart som beskrevs av Masi 1936. Brachymeria erythraea ingår i släktet Brachymeria och familjen bredlårsteklar.
Artens utbredningsområde är Eritrea. Inga underarter finns listade.